# Biessumermaar
Het Biessumermaar is een maar tussen het plaatsje Biessum en de steenfabriek Fivelmonde te Delfzijl.
Oorspronkelijk was het een tak van de Fivel. Bij de steenfabriek lag de brug "Proemtil", waardoor de mest- en turfschepen en boomstammen Biessum konden bereiken; aan het einde van het Biessumermaar stond de klompenmakerij van Biessum die de boomstammen nodig had voor de klompenproductie.
Langs het Biessumermaar loopt De Rietweg, die ook Liekpad genoemd wordt. 